# Hvidebæk Slagteri og Pølsefabrik
Hvidebæk Slagteri og Pølsefabrik ApS er et dansk slagteri og pølsefabrik i Ubby på Sjælland. Hvidebæk Slagteri blev etableret i 1990, i hvad der dengang var Hvidebæk Kommune. De slagter årligt 100.000 grise, hvilket gør det til Sjællands største svineslagteri. Hvidebæk Pølsefabrik åbnede i 2004, de producerer årligt over 20 mio. pølser. I sortiment har de 10 forskellige slags pølser. Virksomheden blev etableret af familien Fobian og er i dag ejet af Henrik Fobian og Jesper Fobian Jensen. I alt har de ca. 70 ansatte (2023).